# جون لوي (عازف بيانو)
جون لوي (بالإنجليزية: John Lowe)‏ هو عازف بيانو بريطاني، ولد في 13 أبريل 1942 في ليفربول في المملكة المتحدة.

## وصلات خارجية
- جون لوي على موقع ميوزك برينز (الإنجليزية)
- جون لوي على موقع أول ميوزيك (الإنجليزية)
- جون لوي على موقع ديسكوغز (الإنجليزية)